# 肥島 (山口県)
肥島（ひしま）とは、山口県萩市に属する無人島。六島諸島の一島。古くは、干島とも書かれた。かつては、有人島であったが1960年代後半に無人島化している。北長門海岸国定公園に含まれる。

## 概要
笠山北の虎ヶ崎の北西約2.9kmに位置する。他の六島諸島の島々と同じく、玄武岩により構成され、海食崖に囲まれている。六島諸島の中で最小の島であり、諸島の島々の中で最も早く無人島化した。

## 歴史
肥島に人が初めて居住したのは、1859年（安政6年）の大島からの移住者とされる。明治時代には島内に小学簡易科が設置されたとされるが、その後無人島化した。
第二次世界大戦後に入植した者がおり、1955年（昭和30年）には有人島と記録されたが、1960年（昭和35年）には入植者が離島し再度無人島化した。その後、再度の入植者がおり、1965年（昭和40年）に有人島と記録されたが、これから3年以内にこの入植者が離島し再々度無人島化した。肥島住人の離島は、1965年とする資料もあれば、1968年と記載している資料も存在している。